# استيبان ليزا
استيبان ليزا (بالإسبانية: Esteban Lisa)‏ هو رسام إسباني، ولد في 1895، وتوفي في 1983.